# Meret (dieu égyptien)
Pour les articles homonymes, voir Meret.
Meret est une déesse égyptienne, donnée en épouse à Hâpy, le dieu du Nil.
En tant que divinité liée au limon fertile du Nil, elle est associée à la fête et aux arts de la danse et du chant.